# Justine Henin
Justine Henin, född 1 juni 1982 i Liège, Belgien, är en belgisk högerhänt professionell tennisspelare. Justine Henin blev professionell tennisspelare 1 januari 1999. Sedan 2001 har hon rankats bland världens tio bästa singelspelare på WTA-touren, med toppnoteringen nummer ett i oktober 2003, en ranking hon höll i totalt 45 veckor. I februari 2006 rankas hon som nummer fem. Sin högsta dubbelranking hade hon i januari 2002, hon var då nummer 23. Hittills (maj 2010) under karriären har hon vunnit 42 singeltitlar på WTA-touren och två dubbeltitlar. Hon har vunnit sju Grand Slam-titlar i singel.
Efter ett nära tvåårigt uppehåll från tävlingsspel återkom Henin till tourspel hösten 2009.

## Tenniskarriären
Henin vann fyra singeltitlar som deltagare i ITF-cirkusen, de två första 1997. År 1999 vann hon sin första WTA-titel som nyblivet proffs (Antwerpen) genom finalseger över den sju år äldre fransyskan Sarah Pitkowski (6-1, 6-2). Säsongen 2000 drabbades Henin av en besvärande armskada som tvingade henne till speluppehåll under en längre tid. När armskadan var på väg att läka, drabbades hon i stället av en inflammation i höger mellanfot. Hon nådde ändå fjärde omgången i US Open, och besegrade där bland andra Anna Kournikova. Under hela säsongen vann hon bara en enda singeltitel (ITF/Reims). 
Säsongen 2001 vann Henin tre WTA-titlar och nådde dessutom semifinalen i Franska öppna (förlust mot Kim Clijsters) och finalen i Wimbledonmästerskapen. I den turneringen besegrade hon Jennifer Capriati i semifinalen, men förlorade finalen mot Venus Williams. Hon rankades vid årsslutet som nummer sju i världen. År 2002 vann hon två singel- och två dubbeltitlar. Henin spelade final i Italienska öppna (förlorade mot Serena Williams) och nådde semifinal i Wimbledon.
Säsongen 2003 blev mycket lyckad för Henin som efter giftermål nu hette Justine Henin-Hardenne. Hon vann då åtta singeltitlar, inklusive Franska öppna och US Open. I båda dessa turneringar finalbesegrade hon Clijsters. Framgångarna för Henin-Hardenne innebar att hon senare på hösten för första gången rankades som världsetta. År 2004 inledde hon säsongen med seger i Australiska öppna, även denna gång efter finalseger över Clijsters (6-3, 4-6, 6-3). Hon vann också OS-guld i damsingel efter finalseger över Amelie Mauresmo. Hon vann ytterligare tre singeltitlar under året, men drabbades av en besvärande långvarig kraftig virusinfektion (cytomegalovirus) som under flera veckor tvingade henne till speluppehåll. Under stora delar av hösten var hennes krafter nedsatta till följd av infektionen, och hon lämnade återbud till bland annat the Season Ending WTA Tour Championship.
Inledningen av 2005 spolierades också för Henin-Hardenne på grund av sviterna av virusinfektionen och en knäskada hon ådrog sig under träning i december året innan. Först i mars 2005 var hon åter spelklar. Hon gjorde sedan en lysande insats i Franska öppna som hon vann efter att ha finalbesegrat en tillfälligt svagt spelande Mary Pierce (6-1, 6-1). Under året vann hon totalt fyra singeltitlar.

Säsongen 2006 inledde hon med finalspel i Australiska öppna. Hon tvingades emellertid att avbryta matchen mot Amèlie Mauresmo på grund av magsmärtor, tolkade som biverkan av antiinflammatorisk medicinering. I januari 2006 vann Henin-Hardenne WTA-titeln i Sydney och i februari titeln i Dubai. I juni vann hon singeltiteln i Franska öppna för tredje gången efter finalseger över ryskan Svetlana Kuznetsova (6-4, 6-4). Hon nådde final i både Wimbledon och US Open men förlorade dock båda. Henin-Hardenne blev första kvinnliga spelare sedan Martina Hingis 1997 att nå samtliga Grand Slam-finaler i singel samma år. Hon avslutade året som världsetta och vann också sitt första WTA Tour Championships. Under året vann hon totalt fem singeltitlar. 

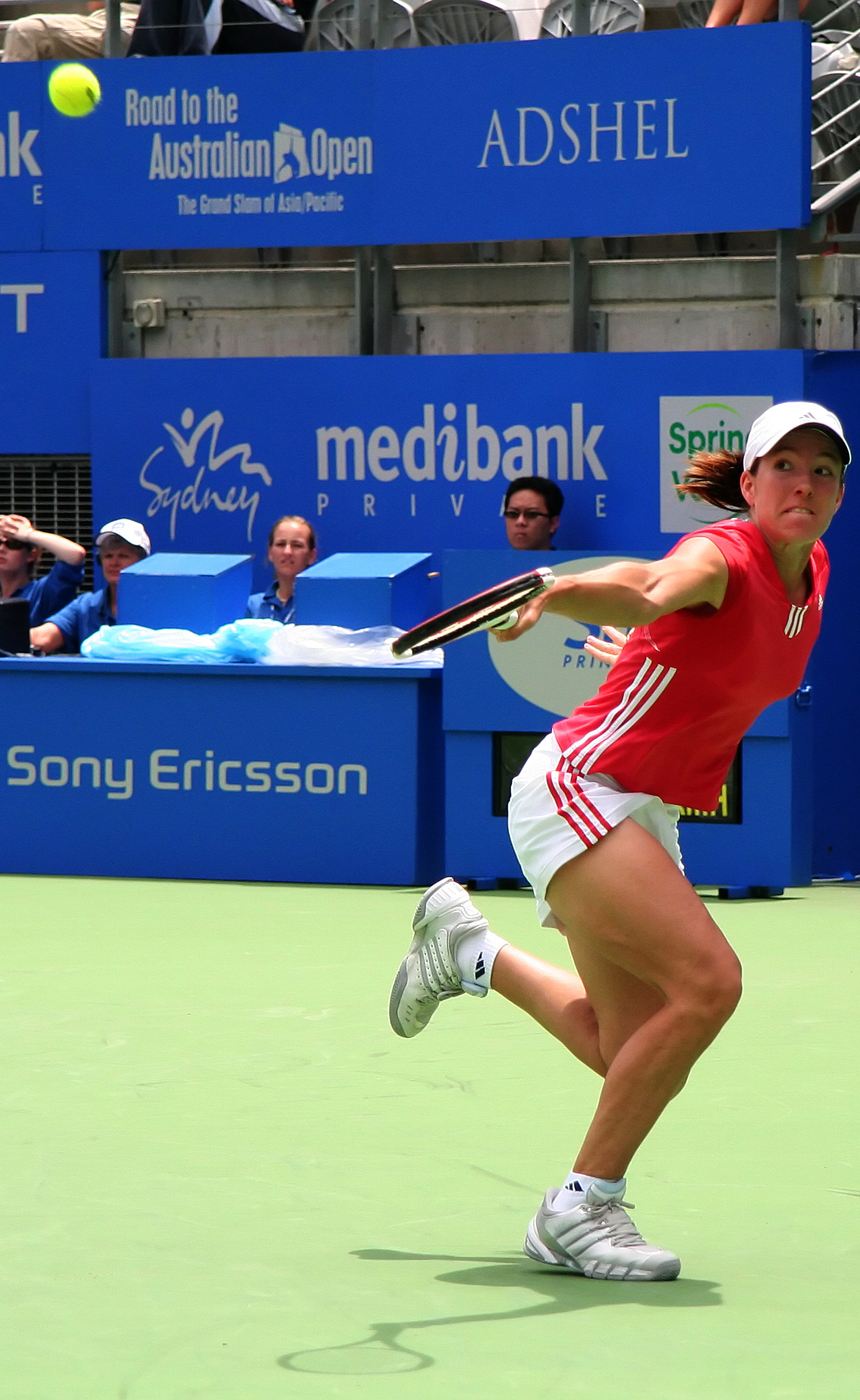
Justine Henin slår sin enhandsfattade backhand

Säsongen 2007 inledde Justine Henin med seger i Dubai Duty Free Women's Open för fjärde gången, genom finalseger över Amelie Mauresmo. Hon vann också singeltiteln i Qatar Total Open title genom finalseger över Svetlana Kuznetsova. I Franska öppna finalbesegrade hon serbiskan Ana Ivanovic. I september vann hon sin andra singeltitel i US Open, denna gång genom finalseger över Svetlana Kuznetsova (6-1, 6-3). Henin vann också singeltiteln i säsongsavslutande WTA Tour Championships i Madrid för andra året i följd. Hon finalbesegrade Maria Sjarapova med 5-7, 7-5, 6-3. 
Justine Henin debuterade i det belgiska Fed Cup-laget 1999. Hon har hittills spelat 18 matcher av vilka hon segrat i 15. År 2001 ingick hon i det vinnande belgiska laget, i finalen besegrades Ryssland.
Den 14 maj 2008 meddelade Henin att hon slutar med tävlingstennis, men från senhösten 2009 spelar hon åter tävlingstennis med siktet inställt på titlar i de stora turneringarna. Som första stora turnering deltar hon i Australiska öppna 2010 genom ett sk. wild-card, och som oseedad spelare. Hon nådde finalen där hon besegrades av amerikanskan Serena Williams (4-6, 6-3, 2-6).

## Spelaren och personen
Justine Henin, som har franska som modersmål, är en utpräglad baslinjespelare som föredrar spel på grusbanor (på franska terre battue). Hennes främsta vapen är en mycket effektiv enhandsfattad backhanddrive. 
Hennes mor dog 1995 när Justine ännu var i nedre tonåren.
Justine Henin gifte sig i november 2002 med Pierre-Yves Hardenne.  Paret var bosatt i Monte Carlo, Monaco. I januari 2007 drog hon sig ur bland annat Australiska öppna "av personliga orsaker". En månad senare meddelade Justine på sin webbplats att hon och maken hade separerat och att hon nu återtagit sitt flicknamn. Hon bad samtidigt sina fans om att de skulle respektera hennes privatliv.
År 2003 instiftade hon Justine Winner's Circle till förmån för cancersjuka barn.

## HeninsGrand Slam-finaler

### Singeltitlar (7)
| År   | Mästerskap        | Finalmotståndare    | Setsiffror    |
| 2003 | Franska öppna     | Kim Clijsters       | 6-0, 6-4      |
| 2003 | US Open           | Kim Clijsters       | 7-5, 6-1      |
| 2004 | Australiska öppna | Kim Clijsters       | 6-3, 4-6, 6-3 |
| 2005 | Franska öppna (2) | Mary Pierce         | 6-1, 6-1      |
| 2006 | Franska öppna (3) | Svetlana Kuznetsova | 6-4, 6-4      |
| 2007 | Franska öppna (4) | Ana Ivanović        | 6-1, 6-2      |
| 2007 | US Open (2)       | Svetlana Kuznetsova | 6-1, 6-3      |

### Finalförluster (5)
| År   | Mästerskap            | Finalmotståndare | Setsiffror        |
| 2001 | Wimbledonmästerskapen | Venus Williams   | 1-6, 6-3, 0-6     |
| 2006 | Australiska öppna     | Amélie Mauresmo  | 1-6, 0-2 uppgivet |
| 2006 | Wimbledonmästerskapen | Amélie Mauresmo  | 6-2, 3-6, 4-6     |
| 2006 | US Open               | Maria Sjarapova  | 4-6, 4-6          |
| 2010 | Australiska öppna     | Serena Williams  | 4-6, 6-3, 2-6     |

## Utmärkelser
Asteroiden 11948 Justinehénin är uppkallad efter henne.